# Leptogenys hemioptica
Leptogenys hemioptica är en myrart som beskrevs av Auguste-Henri Forel 1901. Leptogenys hemioptica ingår i släktet Leptogenys och familjen myror. Inga underarter finns listade i Catalogue of Life.